# BBVA México
BBVA México est le plus grand groupe financier du Mexique, fondé le 15 octobre 1932. Regroupant un ensemble d'entreprises de services financiers, Bancomer domine environ 20 % du marché mexicain.

## Histoire
En 1932 est fondée la Banco de Comercio (abrégé Bancomer), au centre de Mexico, avec la volonté d'expansion nationale par le biais de filiales nommées Banco Mercantil ; elle est alors contrôlée par la holding financière de Salvador Ugarte (70 % des parts). Pendant la Seconde Guerre mondiale, Banco de Comercio se convertit en l'un des plus grands groupes financiers du pays et consolide sa position grâce notamment aux flux de capitaux étrangers qui entrent au Mexique au milieu du désordre international. En 1946, la banque a quintuplé ses réserves et se positionne parmi les quatre plus riches du pays. Dans les années 1950, le dynamisme entrepreneurial émergeant, l'urbanisation croissante, et l'accélération de l'explosion démographique augmentent la demande interne, et favorisent le secteur privé jusqu'au début des années 1980.
Le 1er septembre 1982, le président José López Portillo annonce la nationalisation de Bancomer et de l'ensemble des banques du pays, au moment de la crise financière. Sous Gortari, la reprivatisation est ordonnée par décret présidentiel en 1989 et Bancomer est vendue aux enchères. 44 groupes répondent à l'appel d'offres, parmi lesquels le groupe Valores de Monterrey S.A. (VAMSA), de l'homme d'affaires Eugenio Garza Lagüera, qui remporte la vente pour 2,5 milliards de dollars. Le 1er décembre 1991, l'acquisition est effective, et le Groupe Financier Bancomer est constitué en mars 1991.
En juillet 2000, Bancomer est racheté par le groupe bancaire espagnol Banco Bilbao Vizcaya Argentaria, qui se porte acquéreur de parts détenues par BMO Financial Group, et l'ensemble est renommé « BBVA Bancomer ». Avec plus de 11 000 000 clients, 1 700 agences et 4 000 guichets automatiques, Bancomer représente 30 % des revenus totaux de BBVA dans le monde, ce qui en fait la plus grande banque hors d'Espagne.
En juin 2019, le groupe prend pour nom BBVA México.